# Pardosa orcchaensis
Pardosa orcchaensis är en spindelart som beskrevs av Gajbe 2004. Pardosa orcchaensis ingår i släktet Pardosa och familjen vargspindlar. Inga underarter finns listade i Catalogue of Life.